# Transfobia

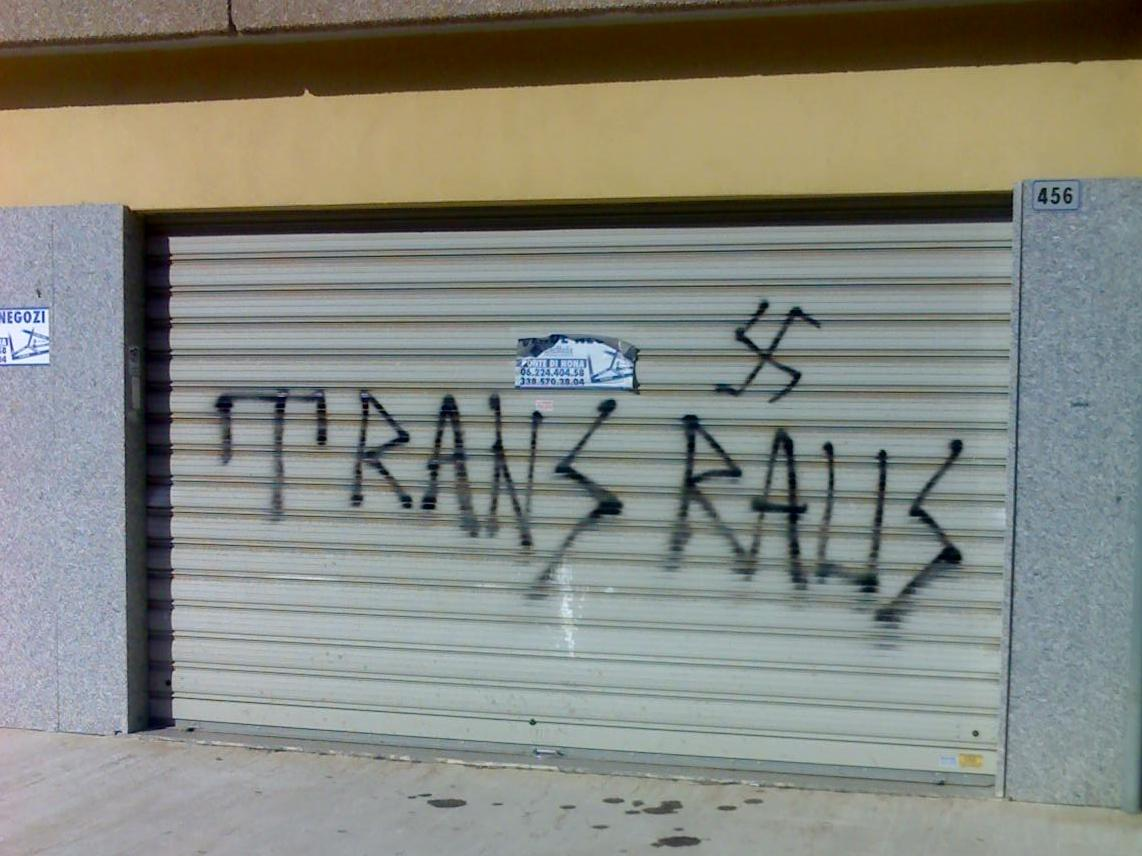
Graffiti transfóbico en Roma. Dice «trans afuera» en alemán, con una esvástica dibujada al lado.

Transfobia es un neologismo que hace referencia al conjunto de ideas, comportamientos y fenómenos que abarcan una serie de actitudes, sentimientos o acciones negativas hacia las personas transgénero, la transexualidad o la diversidad de género en general. La transfobia puede incluir el miedo, los prejuicios, la aversión, el menosprecio, el odio, la violencia, la ira o el malestar que se siente o se expresa hacia las personas cuya identidad de género no corresponde con las normas de género que la sociedad establece para las personas del sexo con el que se les fue asignado al nacer o que se salen del binarismo de género (Enebefobia). A menudo se expresa junto con las opiniones homófobas y, por lo tanto, suele considerarse un aspecto de la homofobia. La transfobia es un tipo de prejuicio y discriminación.
Los jóvenes transgénero pueden sufrir acoso sexual, acoso escolar y violencia en la escuela, en los programas de acogida y de asistencia social, así como posibles abusos por parte de su familia. Las víctimas adultas experimentan el ridículo en público, el acoso, incluido el uso de un género erróneo, las burlas, las amenazas de violencia, los robos y las falsas detenciones; muchas se sienten inseguras en público. Un alto porcentaje afirma haber sido víctima de violencia sexual. A algunos se les niega la asistencia sanitaria o sufren discriminación en el lugar de trabajo, incluido el despido por ser transgénero, o se sienten asediados por grupos políticos o religiosos conservadores que se oponen a las leyes sobre derechos de las personas LGBT. También sufren la discriminación de algunas personas dentro de los movimientos sociales LGBT y de algunas feministas.
Además del mayor riesgo de violencia y otras amenazas, el estrés creado por la transfobia puede provocar consecuencias emocionales negativas que pueden conducir a trastornos por consumo de sustancias, fugas de casa (en menores) y un mayor índice de suicidio.

## Etimología
La palabra transfobia es un compuesto clásico inspirado en el término homofobia. El primer componente es el prefijo neoclásico trans- (que originalmente significaba "a través, en el lado lejano, más allá") de transgénero, y el segundo componente -fobia proviene del griego antiguo φόβος (phóbos, "miedo"). Junto con la lesbofobia, la bifobia y la homofobia, la transfobia es un miembro de la familia de términos utilizados cuando la intolerancia y la discriminación se dirigen hacia las personas LGBT.
La transfobia no es una fobia según la definición de la psicología clínica (es decir, un trastorno de ansiedad). Su significado y uso son paralelos a la xenofobia. El sustantivo transfóbico denota a alguien que alberga transfobia. La forma adjetiva transfóbico puede utilizarse para describir a un transfóbico o sus acciones.

## Orígenes
La teórica y autora transfeminista Julia Serano argumenta en su libro Whipping Girl que la transfobia tiene sus raíces en el sexismo. Ubica los orígenes tanto de la transfobia como de la homofobia en lo que denomina "sexismo oposicional", la creencia de que masculino y femenino son "categorías rígidas, mutuamente excluyentes, cada una poseyendo una serie de atributos aptitudes, habilidades y deseos únicos y que nunca se solapan". Serano contrasta el sexismo oposicional con el "sexismo tradicional", la creencia de que los hombres y la masculinidad son superiores a las mujeres y la feminidad. Más aún, argumenta que la transfobia se nutre de las inseguridades que tiene la gente sobre el género y las normas de género.
La autora y crítica transgénero Jody Norton cree que la transfobia es una extensión de la homofobia y la misoginia. Argumenta que las personas transgénero, como los gais y las lesbianas, son odiadas y temidas por desafiar y socavar los roles de género y el binarismo de género. Norton dice que "la persona transgénero hombre a mujer incita transfobia a través de su desafío implícito a la división binaria de género de la que depende la hegemonía política y cultural masculina".

## Manifestaciones

### Acoso y violencia
Según la American Psychological Association, los jóvenes transgénero tienen mayores probabilidades que otros jóvenes de sufrir acoso en la escuela, orfanato, centros de acogida y servicios de justicia juveniles. Los estudios muestran que la juventud transgénero experimenta de forma habitual bromas, bullying y pullas en el colegio, y casi todos los jóvenes trans reportan que fueron acosados verbal o físicamente en el colegio, especialmente en clase de gimnasia, en eventos escolares, o cuando usaban el baño. Tres cuartos reportan haberse sentido inseguros. Como adultos, las personas transgénero frecuentemente son objeto de burlas, pullas, miradas, y amenazas de violencia, incluso cuando solamente están caminando por la calle o comprando en una tienda. Una encuesta de Estados Unidos de U.S. 402 personas transgénero con empleo y salario alto encontró que el 60 % reportaron acoso o violencia debido a su identidad de género. El 56 % han sido abusado verbal o físicamente, el 30 % habían sido atacados, a un 17 % les habían lanzado objetos, un 14 % habían sido robados, y un 8 % habían experimentado lo que caracterizaban como un arresto injustificado.
Una revisión de estudios estadounidenses sobre la violencia sexual hacia las personas trans encontró que es "increíblemente común", y aunque reportó que las tasas varían entre estudios por razones metodológicas entre otras, uno de los resultados más comunes es que alrededor del 50 % de las personas transgénero han sido agredidas sexualmente. Cuando las personas trans son asesinadas, suelen ser disparadas, golpeadas o apuñaladas repetidamente.

### Misgenderingy exclusión

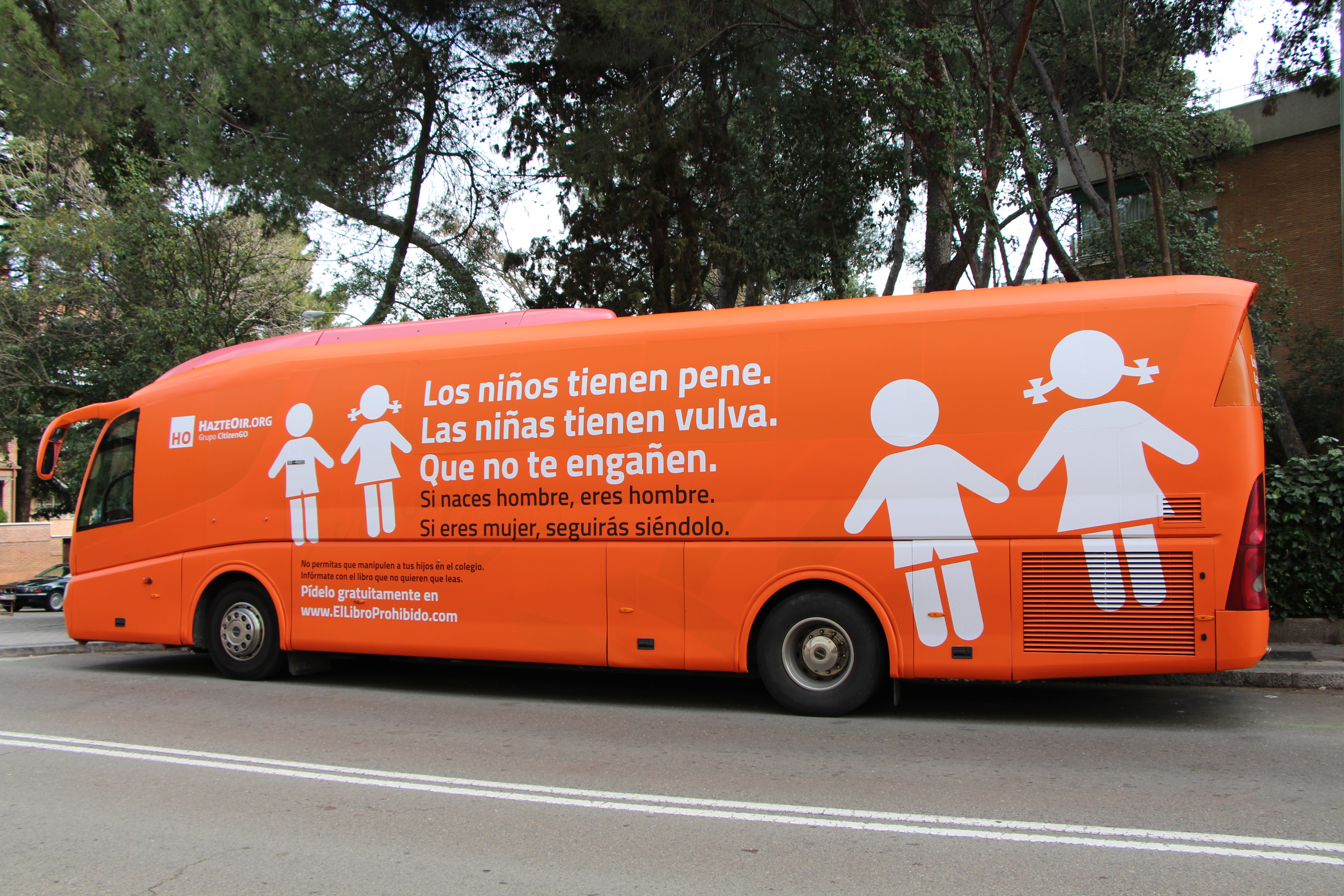
Autobús con mensaje tránsfobo de la organización ultraconservadora HazteOir.org

El misgendering o malgenerización se refiere a cuando otras personas identifican a la persona trans con otro género distinto a aquel con el que ella se identifica. Puede ser intencionado o accidental. Normalmente toma la forma de una persona usando pronombres (incluyendo "eso") para describir a una persona que no son los que ella prefiere, llamar a una persona "señor" o "señora" en contradicción con su identidad de género, usar el nombre pre-transición de alguien en lugar del post-transición, también llamado "deadnaming", o insistir en que una persona se comporte de acuerdo a su género asignado en lugar del identificado, por ejemplo para usar un baño para hombres cuando la persona se identifica como mujer.
Las personas trans son excluidas frecuentemente de los derechos o privilegios reservados a las personas con las que comparten identidad de género, pero no género asignado: por ejemplo, es muy común que las mujeres trans sean detenidas o interrogadas cuando usan baños públicos para mujeres. Los centros de acogida, hospitales y prisiones han denegado a las mujeres trans el acceso a las zonas de mujeres y las han obligado a dormir y lavarse en presencia de hombres. Las personas trans sufren el misgendering de forma común antes de transicionar, y para muchos después también.
Las personas trans son identificadas con otro género frecuentemente por médicos, policía, medios de comunicación y compañeros, experiencias que describen como mortificantes, dolorosas, especialmente para jóvenes trans, cruel, y "solamente hace nuestras vidas más difíciles". Cuando se hace de forma deliberada se considera extremadamente ofensivo para las personas trans.

### Acceso a la salud pública
Un estudio de 81 personas trans en Filadelfia encontró que un 14 % dijeron que se les había denegado atención médica rutinaria por ser transgénero. El 18 % respondieron afirmativamente cuando se les preguntó si, al ir a una revisión médica, ser trans les creaba un problema.
Las personas transgénero dependen de los profesionales médicos no solamente para recibir la terapia de hormonas, sino para cuidados vitales. En un caso, Robert Eads falleció por un cáncer de ovarios después de que dos docenas de médicos se negaran a proporcionarle un tratamiento. Otro ejemplo es Tyra Hunter. Hunter estuvo implicada en un accidente de automóvil, y cuando la ambulancia llegó y los operarios médicos descubrieron que era transgénero, se apartaron y dejaron de administrar el tratamiento. Falleció más tarde en el hospital.
En muchos países europeos, cualquier persona transgénero que desee cambiar su género legalmente debe primero ser esterilizada. Varios países están revisando estas leyes; Suecia la derogó en diciembre de 2012.

### En el trabajo
La transfobia también se manifiesta en el lugar de trabajo. Algunas personas trans pierden su trabajo cuando comienzan a transicionar. Un estudio de la Willamette University encontró que una persona transexual despedida por seguir el curso de tratamiento recomendado raramente consigue obtenerlo de vuelta a través de los estatutos federales o estatales.
Suecia y el Reino Unido han legislado contra la discriminación laboral basada en la identidad de género. En ocasiones, sin embargo, los empresarios discriminan a sus empleados trans pese a las protecciones legales.
En ocasiones las personas transgénero que se enfrentan a la discriminación laboral se convierten en trabajadores sexuales para sobrevivir, lo que les sitúa en situaciones de riesgo añadidas tales como problemas con la ley, incluyendo arrestos y enjuiciamiento criminal; tener que soportar violencia en el lugar de trabajo; y posiblemente contraer enfermedades de transmisión sexual como el VIH.

### Del gobierno
Las personas transgénero también se enfrentan a la denegación del derecho de asilo o al tratamiento inhumano durante el proceso de obtención de asilo. Por ejemplo, Fernanda Milan, una mujer transexual de Guatemala, fue internada en un centro de asilo para hombres en Dinamarca, y mientras estaba ahí fue violada por varios hombres. Estaba en peligro de deportación a Guatemala donde las personas trans no tienen derechos y se enfrentan potencialmente a ejecuciones, pero desde entonces ha obtenido asilo.

### En la educación
En el sistema escolar, muchos jóvenes trans son acosados y maltratados con efectos negativos reportados tanto en la víctima como en la población escolar en general. "La juventud trans frecuentemente reporta miedo y ansiedad sobre el uso de baños y vestuarios en el colegio porque han experimentado acoso tanto de compañeros como de adultos al usarlos." Más del 80 % de los jóvenes trans reportan sentirse inseguros en el ámbito escolar, más del 40 % han sido abusados físicamente, y más del 65 % reportan haber sido acosado en línea o a través de las redes sociales.

### En la religión
Bajo el Papa Juan Pablo II, el Vaticano declaró por primera vez su oposición a la cirugía de reasignación en el año 2000, aunque no se hizo público hasta el 2003.
Este tipo de espectros tuvieron una represión se invisibilizarían por la llegada del colonialismo al establecer la religión cristiana.

### En la comunidad LGBTQ
Se ha documentado transfobia en la comunidad LGBTQ, pese a la cooperación histórica entre estas comunidades en campañas por la igualdad, como por ejemplo los disturbios de Stonewall.
La autora trans Jillian Todd Weiss ha escrito que "existen fuerzas políticas y sociales que han creado una separación entre las comunidades gay/lésbica y bisexual/transgénero, y estas fuerzas tienen consecuencias para los derechos civiles y la inclusión de la comunidad. La bifobia y la transfobia son el resultado de estas fuerzas, y no de fuerzas psicológicas que causan miedos irracionales en individuos aberrantes."

## Consecuencias

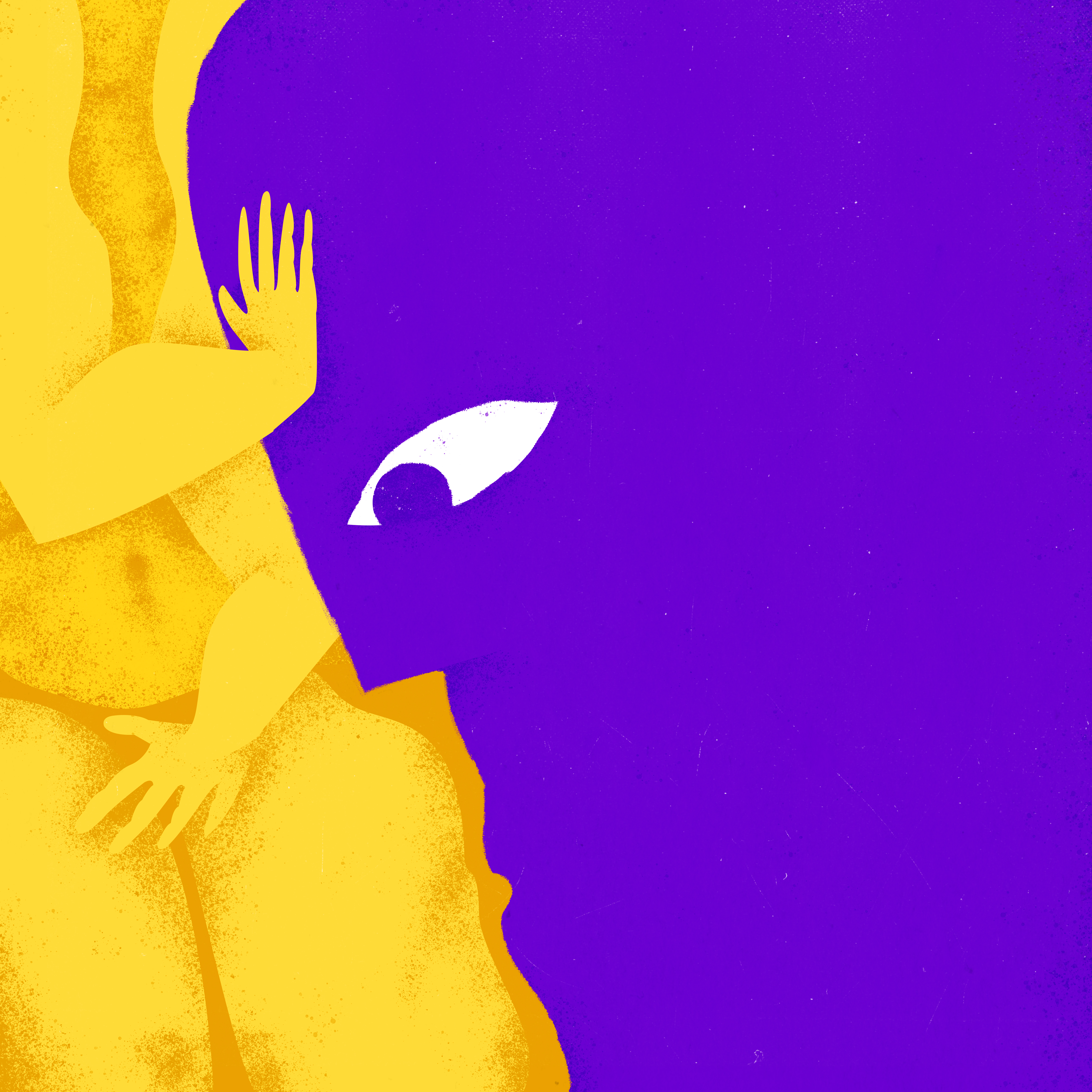
Ilustración sobre transfobia.

Ya sea intencionada o no, la transfobia tiene consecuencias graves para quien es objetivo de esta actitud negativa. Puede crear un estrés significativo en las personas trans que los puede llevar a sentir vergüenza, baja autoestima, alienación y falta de competencia. Los jóvenes trans frecuentemente tratan de luchar contra este estrés escapando de casa, abandonando el colegio, usando drogas o autolesionándose. Aunque es difícil conseguir estadísticas exactas, se piensa que la tasa de suicidios entre las personas trans es particularmente alta, debido a la forma en que su familia y la sociedad los trata. Los intentos de suicidio que reportan los adultos trans y no-binarios exceden con mucho la tasa de la población general de Estados Unidos, 41 % frente al 4.6 %

### Problemas en casa y en el colegio
La encuesta transgénero de Estados Unidos de 2015, la más grande hecha nunca (con 27,715 participantes), encontró que una de entre 10 personas sufrían violencia transfóbica a manos de un familiar, y un 8 % eran echados de casa por ser transgénero. La mayoría de los que eran abiertamente transgénero en el colegio eran víctimas de algún tipo de maltrato, incluyendo abusos verbales (54 %), ataques físicos (24 %), y agresiones sexuales (13 %). Un 17 % experimentaron un maltrato tan severo que tuvieron que dejar el colegio. El apoyo de la familia o la comunidad correlacionaba con consecuencias más positivas relacionadas con la salud mental y el funcionamiento social.

### Pobreza y desamparo
Un tercio de las personas que contestaron la encuesta transgénero de Estados Unidos de 2015 reportaron vivir en la pobreza, en comparación con un 5 % de la población. Los doce meses anteriores a la encuesta, un 30 % de las personas trans con un empleo habían sido despedidas o maltratadas por ser transgénero, desde abusos verbales a violencia sexual. Un 30 % habían estado viviendo en la calle en algún punto de sus vidas, y el 12 % habían estado viviendo en la calle el año anterior. El apoyo familiar y de la comunidad correlacionaban con niveles significativamente más bajos de pobreza y desamparo.

### Violencia y acoso
Durante el año anterior a la encuesta de Estados Unidos de 2015, el 46 % de los participantes habían sido acosados verbalmente y un 9 % habían sido físicamente agredidos por ser transgénero. Un 10 % habían sido agredidos sexualmente el año anterior, y un 47 % habían sido agredidos sexualmente en algún punto de su vida.

### Salud
Durante el año anterior a la encuesta transgénero de Estados Unidos de 2015, el 59 % de participantes reportaron evitar baños públicos por miedo a la violencia o acoso. Un 32 % limitaban lo que bebían o comían para poder evitar ir a un baño público. Un 8 % reportaron haber sufrido una infección del tracto urinario, una infección de riñones, u otros problemas de riñones como consecuencia de evitar usar baños públicos.
El 33 % reportaron haber tenido experiencias negativas con un profesional de la salud debido a su condición de transgénero, como acoso verbal o denegación del tratamiento. Un 23 % reportaron no haber buscado un tratamiento para un problema por miedo a ser maltratados, mientras que un 33 % no buscó tratamiento porque no se lo podía permitir. El año anterior a la encuesta, un 39 % de personas transgénero estadounidenses experimentaron gran estrés psicológico en comparación con un 5 % de la población general de Estados Unidos. El 40 % había intentado suicidarse, en comparación con un 4.6 % de la población estadounidense. El apoyo familiar y comunitario correlacionaban con menores tasas de intentos de suicidio y de gran estrés psicológico.
En la Guía del activista para usar los Principios de Yogyakarta puede leerse que «es importante observar que mientras que la "orientación sexual" ha sido retirada de la clasificación de enfermedades mentales en muchos países, la "identidad de género" o el trastorno de identidad de género sigue apareciendo en las listas.»